# Guigna
Leopardus guigna · Kodkod, Chat du Chili
Vous lisez un « article de qualité » labellisé en 2016.
Espèce
Statut de conservation UICN

 VU A2a; C2a(i) : Vulnérable
Statut CITES
Le Guigna (Leopardus guigna), également appelé Chat du Chili et Kodkod, est un félin du genre Leopardus. Plus petit félin d'Amérique, le Guigna se caractérise par sa petite tête aux oreilles rondes, sa queue courte et touffue et ses pieds larges. Son pelage gris fauve à brun tacheté de noir est proche de celui du Chat de Geoffroy.
Félin territorial et solitaire, le Guigna est fortement dépendant de la forêt : il n'a jamais été observé dans des habitats où la végétation s'élève à moins de quarante centimètres de haut. Les petits rongeurs et les lagomorphes forment l'essentiel du régime alimentaire. Il s'attaque ponctuellement aux oiseaux de basse-cour.
L'aire de répartition couvre le centre et le sud du Chili ainsi qu'une petite zone de l'Argentine. Le Guigna est principalement menacé par la perte et la fragmentation de son habitat. Le braconnage est la seconde menace pesant sur l'espèce. Considéré comme « Vulnérable » par l'Union internationale pour la conservation de la nature, le Guigna est protégé sur l'ensemble de son aire de répartition.
Le Guigna est un félin souffrant d'un déficit de recherche scientifique auprès des biologistes, et de sympathie auprès des populations locales. Il est très ponctuellement représenté en philatélie.

## Description

### Allure générale

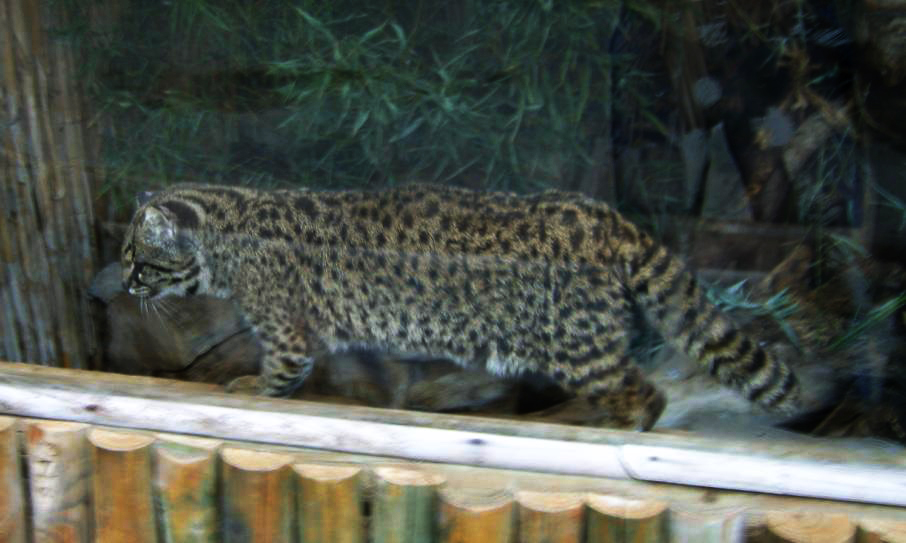
La robe du Guigna est de couleur fauve entièrement tachetée de noir. La queue est annelée.

Le Guigna est le plus petit des félins sauvages d'Amérique. La longueur de la tête à la base de la queue est de 40 à 52 cm, avec une longueur de la queue de 19 à 25 cm. Ce félin pèse de 1,5 à 3 kg, en moyenne 2,2 kg, soit environ la moitié d'un chat domestique. Les mâles sont plus grands que les femelles.
La tête, plutôt petite, possède des oreilles grandes et rondes, implantées bas sur le crâne. La queue, épaisse et touffue, est courte : elle représente le tiers de la longueur totale de ce félin. Les pieds larges possèdent des griffes décrites par l'écrivain Peter Jackson comme « puissantes ».

### Pelage
Le pelage est constellé de nombreuses petites taches noires et arrondies sur fond gris fauve à brun. La robe est de couleur plus claire sur l'abdomen, toujours tachetée. La gorge est barrée d'une marque foncée. La queue est annelée de dix à douze bandes noires. Les taches forment des bandes discontinues sur les épaules et la tête. Les marques faciales se composent de lignes foncées qui débutent au coin externe de l’œil pour barrer les joues, d'un marquage blanc autour de l’œil et de deux rayures noires verticales montant sur le front depuis le sommet de l’œil. Le revers de l'oreille est noir, avec une tache blanche au centre. Le mélanisme est fréquent, ; dans ce cas, le marquage tacheté reste visible sous un éclairage clair.
La couleur varie selon les régions : au Nord et au centre du Chili, la teinte est plus claire et au Sud du Chili plus colorée. Le mélanisme est plus fréquent au Nord de l'aire de répartition. Il est courant sur l'île de Chiloé et sur l'archipel de las Guaitecas, dans les parcs nationaux Queulat et Laguna San Rafael et, en Argentine, dans la province de Neuquén. Les pieds sont tachetés au Nord de l'aire de répartition mais pas au Sud ; en tout cas, les soles plantaires sont noires.

### Confusion avec d'autres félins
Le Guigna ressemble beaucoup au Chat de Geoffroy (Leopardus geoffroyi),, dont les aires de répartitions se rejoignent en Argentine. Il s'en distingue par des oreilles plus grandes, une queue plus petite et épaisse. Les marques sur les épaules et la tête forment plus souvent des rayures nettes chez le Chat de Geoffroy que chez le Guigna, dont les stries sont moins distinctes.
Les populations autochtones identifient correctement des photographies de Guigna en moyenne une fois sur deux. Des confusions sont faites avec le chat domestique (Felis (silvestris) catus) ou un jeune puma (Puma concolor), mais aucune avec des mustélidés.

## Comportement et écologie

### Activités

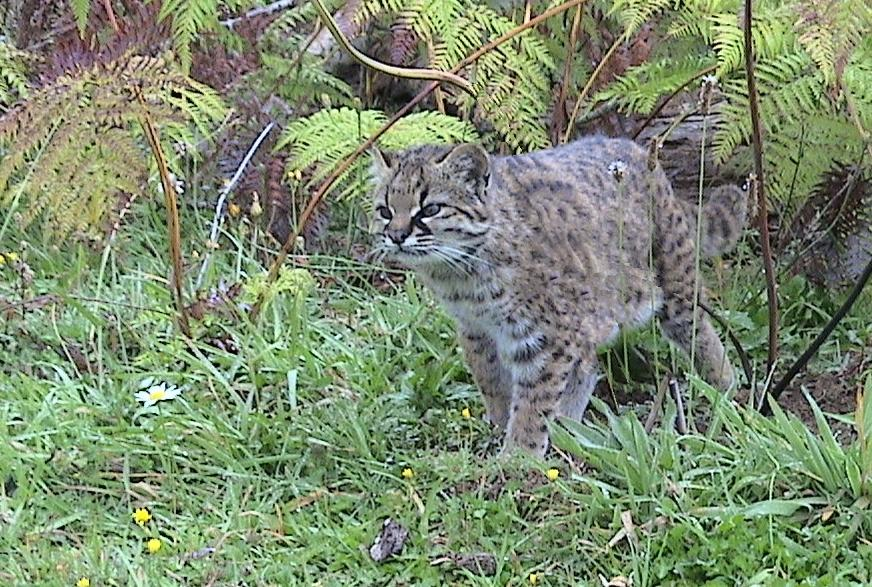
Un Guigna près d'une zone dense de fougères.

Son comportement dans la nature est mal connu. Généralement considéré comme nocturne, des études ont montré qu'il est actif de nuit comme de jour. Le Guigna se déplace sur de longues distances — jusqu'à cinq kilomètres — peu avant le crépuscule et peu après l'aube.
Dans la région d'Araucanie au Chili, des décomptes réalisés sur des pièges photographiques montrent que l'activité du Guigna, essentiellement nocturne, varie selon la couleur de son pelage : les individus entièrement noirs sont plus actifs la nuit que les tachetés. Le Guigna tacheté est par ailleurs plus actif les nuits nuageuses ou sans lune, ce qui favorise le camouflage. Le comportement de ce félin varie selon les avantages que procure l'une des colorations avec les conditions de visibilité.
Les zones de repos se font dans la végétation dense, comme les forêts de bambous ou des souches d'arbres morts ; dans la journée, le Guigna recherche la fraîcheur et se repose dans les ravins couverts d'une impénétrable végétation ou dans les ajoncs des ruisseaux. Sur l'île de Chiloé, il a été aperçu se reposant dans les branches d'arbres, dans un verger ou sous des ajoncs, bien qu'il puisse être dérangé par des oiseaux tels le Caracara chimango (Milvango chimango) ou le Vanneau téro (Vanellus chilensis).

### Alimentation

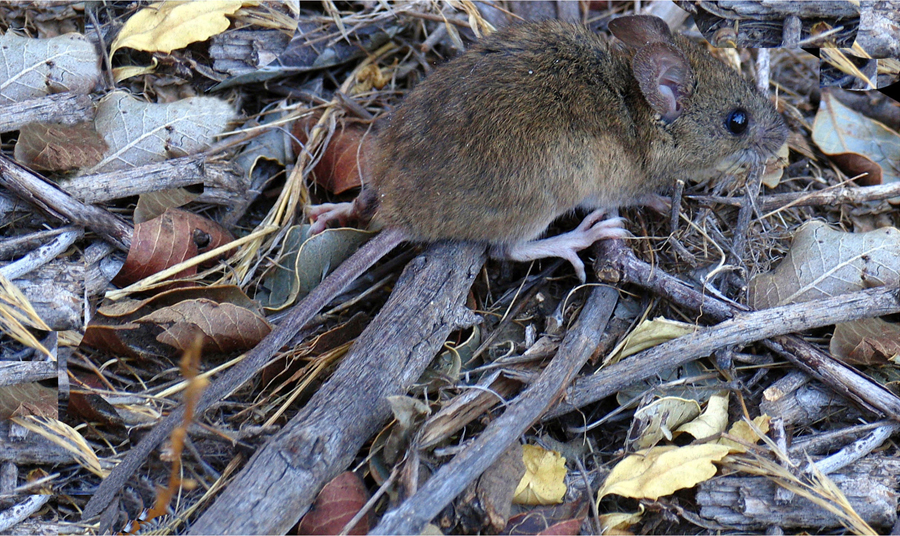
Le Guigna se nourrit essentiellement de rongeurs, comme ce Rat pygmée de rizière à longue queue.

Le Guigna est bien adapté pour grimper, — il est capable de monter sur des troncs de cinq centimètres à plus d'un mètre de diamètre — et il utilise peut-être les branches des arbres pour traquer ses proies dans les zones de végétation très dense.
Le Guigna est un chasseur de petits rongeurs, reptiles et oiseaux. Il chasse surtout au sol. En Argentine, il chasse plus fréquemment les souris, tandis qu'au Chili le régime alimentaire est plus varié. Le Guigna est avant tout un chasseur de rongeurs, qui composent au moins 80 % de son bol alimentaire comme le Rat pygmée de rizière à longue queue (Oligoryzomys longicaudatus), Abrothrix longipilis, et Abrothrix olivaceus, le Dègue de Bridges (Octodon bridgesi),et le Rat noir (Rattus rattus). Les autres mammifères composant son régime alimentaire sont les marsupiaux comme l'Opossum-souris élégant (Thylamys elegans) et les lagomorphes, notamment le Lapin de garenne (Oryctolagus cuniculus),.
Parmi ses proies secondaires, figurent de nombreuses espèces d'oiseaux, volant peu ou nichant au sol, comme le Merle austral (Turdus falklandii),, le Synallaxe rayadito (Aphrastura spinicauda), le Vanneau téro (Vanellus chilensis), le Tourco huet-huet (Pteroptochos tarnii),, le Tourco rougegorge (Scelorchilus rubecula), et l'oie domestique. Le Lézard de Chiloé (Liolaemus pictus), et des invertébrés notamment Acanthinodera cumingii ou des scorpions, figurent également dans son régime alimentaire.
Le Guigna s'attaque aux poulaillers, et mange occasionnellement des charognes,. Des cas de prédations sur des nichoirs suspendus à hauteur d'homme ont été observés au sud du Chili central : ayant lieu majoritairement la nuit, sinon au crépuscule ou à l'aube, le taux de capture (14 %) et le type d'oiseaux capturés (petits oiseaux nichant dans des cavités) montrent probablement un comportement opportuniste plutôt qu'une véritable habitude de chasse.

### Cycle de vie
La mère installe souvent sa tanière dans une forêt de bambous pour donner naissance à deux à trois chatons. La période de gestation est de 72 à 78 jours en captivité. La maturité sexuelle est atteinte à 24 mois. La longévité du Guigna est de 11 ans en captivité.

### Territorialité
Le Guigna adopte l'organisation territoriale typique des félins : le territoire d'un mâle recouvre celui d'une ou de plusieurs femelles. Sur l'île de Chiloé, les trois mâles résidents de l'aire d'étude possédaient des territoires qui ne se recoupaient pas, de même pour les femelles entre elles. La taille du territoire des femelles n'a pas varié durant les six mois d'études et celui d'un mâle s'est fortement agrandi lors de la mort de l'un de ses congénères. Sur l'île de Chiloé, le territoire s'étend sur 1,3 à 22,4 km2.
Dans le parc national Laguna San Rafael au Chili, la superficie moyenne était de 1,5 km2 sans différence notable entre les sexes. Dans les parcs nationaux de Torres del Paine et Queulat, la superficie est de 0,3 à 2,2 km2.
La distance de dispersion maximale est de 13,9 km dans les habitats fragmentés tandis que dans les zones protégées elle est de 1,83 km. La densité de population est estimée entre 0,77 à 0,05 individus/km2 dans les habitats fragmentés de l'île de Chiloé et entre 3,3 à 0,45 individus/km2 dans les habitats préservés.

### Endoparasites et maladies

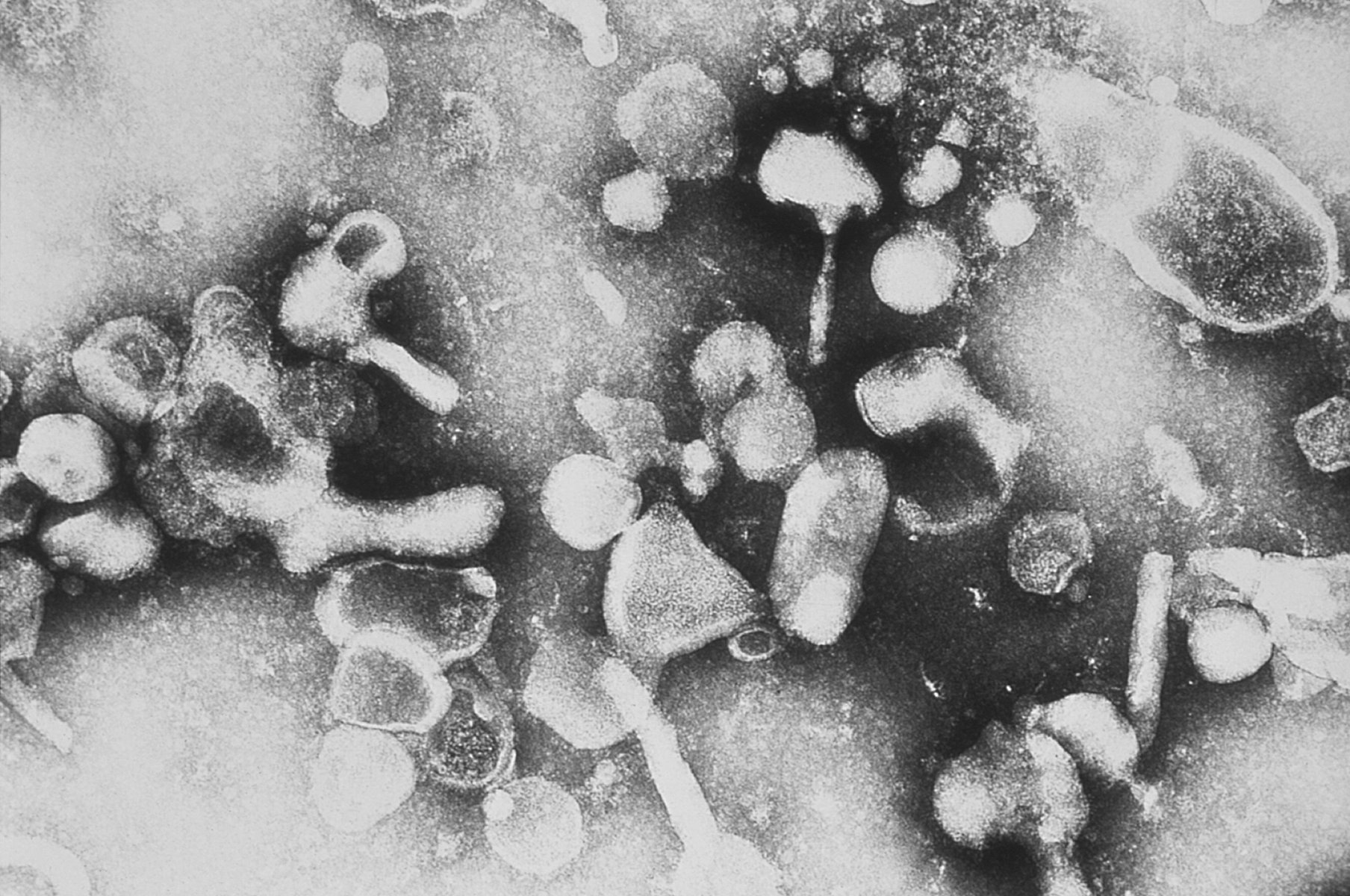
En contact avec le chat domestique, le Guigna peut être atteint par le virus de la leucose féline.

En Argentine, le Guigna est peut-être inclus dans le cycle selvatique de Taenia ovis krabbei. Au Chili, des recherches en 1949 ont montré la présence de Spirometra mansonoides et un sujet analysé en 1984 portait plusieurs vers parasites : Uncinaria stenocephala, Toxocara cati et plusieurs espèces de ténias tel Taenia taeniaeformis. Le Guigna est négatif à l'échinococcose et la trichinellose.
Des études publiées en 2010 sur deux sujets décédés sur des autoroutes au Chili et sur des prélèvements fécaux ont permis d'apporter d'autres informations à propos des endoparasites du Guigna. Trois espèces de vers parasites ont été trouvés : Toxascaris leonina, Toxocara cati et Mastophorus muris. La source des infections par ces vers parasites provient probablement de l'alimentation du Guigna, essentiellement composée de rongeurs.
Le Guigna est exposé aux virus de l'immunodéficience féline (FIV) et de la leucose féline (FelV). L'analyse génétique des souches de ces virus révèlent une proximité avec celles affectant les chats domestiques. Cela suggère une transmission inter-espèces de ces deux maladies, probablement favorisée par la perturbation anthropique de l'habitat naturel.

### Compétition interspécifique
Au Chili central, le Guigna, le Renard de Magellan (Lycalopex culpaeus), le Renard gris d'Argentine (Lycalopex griseus) et la Chouette effraie (Tyto alba) capturent le même type de proies : majoritairement de petits mammifères, puis des oiseaux et des invertébrés.
Bien que son habitat soit restreint aux forêts, les proies du Guigna étaient les plus variées des quatre prédateurs. La similarité du régime alimentaire était la plus forte avec le Renard gris d'Argentine, toutefois les niches trophiques étaient peu superposées pour l’ensemble des prédateurs.

## Chorologie

### Habitat

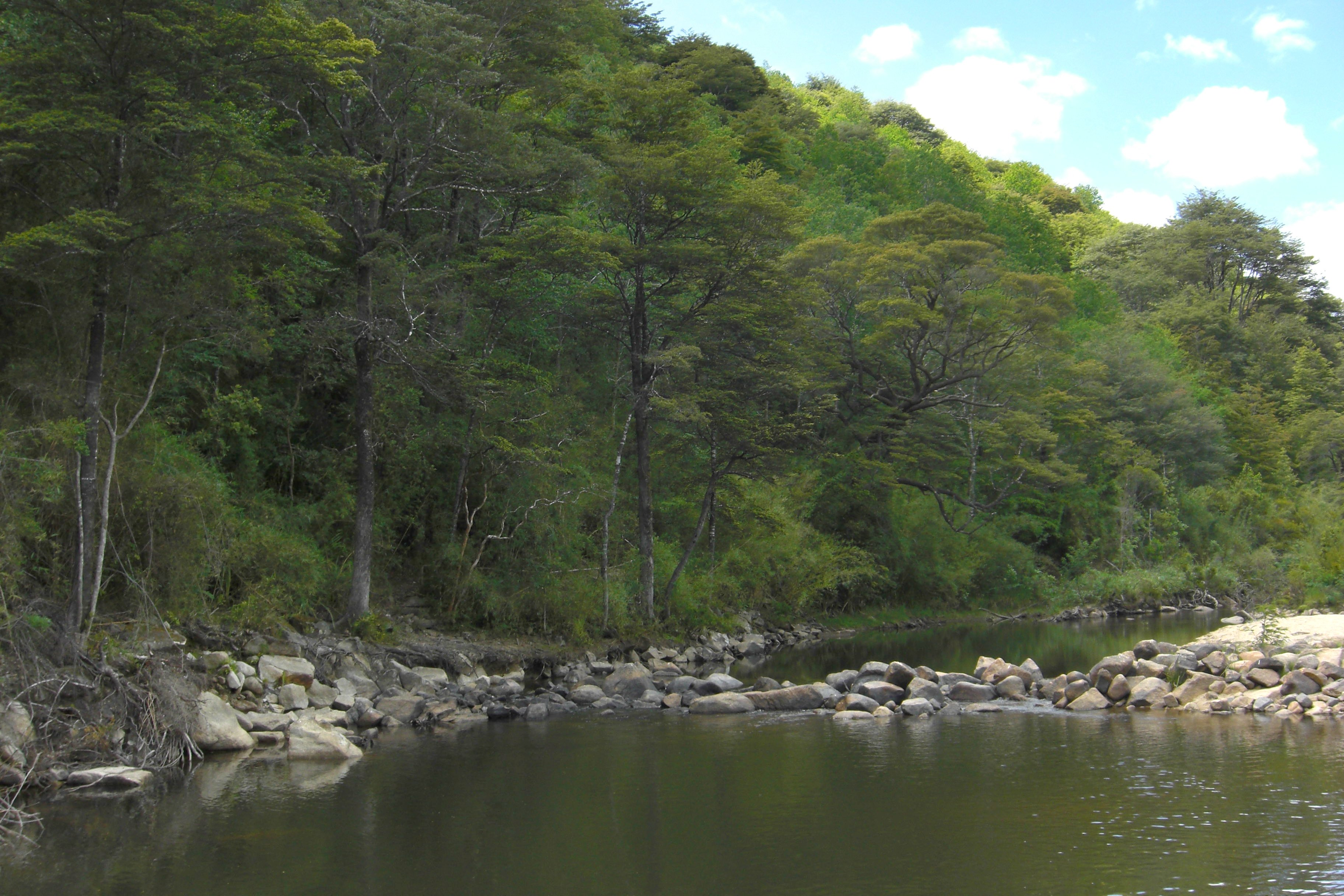
Le Guigna est un habitant des forêts. Ici, la réserve nationale Los Ruiles.

Le Guigna est un félin forestier. ll vit dans les forêts tempérées humides et les biotopes semi-ouverts, toujours en présence d'arbres ou de buissons. Il préfère les forêts denses mais est présent jusqu'à la lisière forestière entre 2 000 et 2 500 mètres d'altitude. Le Guigna n'a jamais été observé dans des habitats ouverts où la végétation est inférieure à quarante centimètres de haut.
Dans le Sud-Ouest de l'Argentine, l'habitat typique du Guigna est la forêt de bambous, lianes et épiphytes. Au centre et au Sud du Chili, il s'agit des forêts de bambous de la province de Valdivia,. Il tolère un changement de son habitat tant que la population de rongeurs reste présente : le Guigna a été observé dans les forêts secondaires d'eucalyptus et de pins, et sur l'île de Chiloé, il utilise les limites broussailleuses ou arborées entre les champs pour se déplacer.
En 2004, une étude avec des appâts odorants réalisée dans la réserve nationale Los Queules a montré que le Guigna a une forte préférence pour les couvertures buissonneuses denses, éloignées des routes et proches de grandes zones de forêt vierge. La fragmentation de l'habitat a donc un fort effet négatif sur le Guigna, au contraire d'autres espèces de prédateur de même taille, mais moins spécialisées, comme le Renard de Magellan. Une étude par piégeage photographique, réalisée entre 2008 et 2009 près de Pucón au Chili, apporte un résultat similaire : la probabilité de présence du Guigna augmente avec l'accroissement de la couverture forestière, atteignant 70 % dans les forêts continues de l'aire d'étude mais moins de 20 % dans les forêts très fragmentées. Le maintien de zones forestières dans la mosaïque de l'agriculture extensive est donc un point essentiel à la survie du guigna.

### Aire de répartition

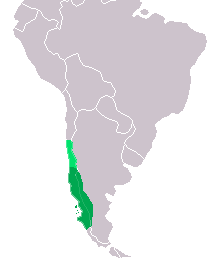
Aire de répartition du Kodkod.

L'aire de répartition du Guigna se limite à une superficie d'environ 300 000 km2 s'étendant sur une partie du Chili et de l'Argentine, entre les latitudes 30° et 49°S. Au Chili, il se répartit de la région de Coquimbo à celle de Aisén, incluant l'île de Chiloé et l'archipel de las Guaitecas. Il est notamment présent dans les parcs nationaux de Conguillío, Villarica et Puyehue ainsi que dans la réserve nationale Las Guaitecas. Il pourrait être également présent dans le parc national Bosques de Fray Jorge et le parc national La Campana.
En Argentine, où il est considéré comme rare, il n'est présent que sur les pentes orientales des Andes sur les provinces de Chubut, Santa Cruz, Río Negro et Neuquén. Le Guigna est présent dans les parcs nationaux de Nahuel Huapi, Lanín et Los Alerces.
La population totale est estimée entre 5 980 et 92 092 individus matures. Le déclin de la population est estimé à au moins 30 % depuis les 18 dernières années,.

### Menaces pesant sur l'espèce

#### Déclin des populations
Le Guigna est principalement menacé par la destruction de son habitat par la déforestation pour l'exploitation forestière ou l'urbanisation, et dans un second temps, par le braconnage.

#### Déforestation
Entre 1975 et 2000, les forêts tempérées humides chiliennes ont en moyenne réduit de 4,5 % par an et les projections pour 2010 à 2020 montrent des taux similaires. Fortement dépendant de la forêt, le Guigna est très sensible à la perte de son habitat : sa densité de population est beaucoup plus faible dans les forêts fragmentées. Par ailleurs, les morts par collisions routières et par le braconnage sont augmentées par la fragmentation de l'habitat ; ces deux causes représentent respectivement 29 % et 39,4 % des causes de mort sur les animaux étudiées sur l'île de Chiloé, très fragmentée.
Une analyse des métapopulations du Guigna dans les parcs nationaux et réserves chiliennes a identifié onze métapopulations potentielles dont huit sont en état de non-équilibre. La métapopulation du parc national Nahuelbuta, entourée de forêts vierges fragmentées est viable sur le long terme. Pour les populations des réserves nationales de Los Queules et de Los Ruiles, la survie du Guigna ne sera assurée que si les forêts alentour sont protégées. La conservation du Guigna est donc très fortement liée à la préservation des forêts.

#### Braconnage
Le Guigna peut être piégé parce qu'il s'attaque aux poulaillers, ou par erreur, dans des pièges à renard. L'attitude des populations locales vis-à-vis de ce félin est majoritairement négative. La conservation à long terme passe par la sensibilisation des populations rurales au rôle écologique du Guigna, et notamment à son action positive sur les cultures par la chasse des rongeurs et des lagomorphes.
En raison de sa taille, sa fourrure est de faible intérêt, bien que sa peau puisse parfois être vendue sur les marchés locaux.

### Conservation
Le Guigna est classé « Vulnérable » selon la liste rouge des espèces menacées de l'Union internationale pour la conservation de la nature (UICN). Le Guigna est un animal protégé au Chili et en Argentine. Selon le Reglamento de Clasificación de Especies du ministère de l'Environnement chilien, l'espèce est classée comme vulnérable (VU) du nord du pays jusqu'à la région des Fleuves et quasi-menacée (NT) de la région des Lacs jusqu’au sud du pays.
Dans le cadre de la convention de Washington, le Guigna est classé en Annexe II de la CITES depuis 1977, ce qui signifie que le commerce international de cette espèce est étroitement contrôlé. En 2006, l'Argentine a interdit l'exportation des spécimens vivants.
Le Guigna étant en certains points du Chili le plus gros prédateur, il peut être considéré comme un bon candidat pour être une espèce porte-drapeau et clé de voûte.

### Présence en captivité
La présence du Guigna dans les parcs zoologiques est rare. Il est absent des zoos nord-américains.

## Taxonomie

### Classification classique
Le Guigna est décrit par le jésuite chilien Juan Ignacio Molina en 1782 dans Saggio sulla storia naturale del Chili sous le protonyme Felis guigna. Le Guigna fait partie du genre Leopardus et de la sous-famille des Felinae. Les synonymes à son nom scientifique actuel Leopardus guigna sont Felis guigna et Oncifelis guigna.
Deux sous-espèces ont été proposées et sont confortées par les comparaisons génétiques : 
- Leopardus guigna guigna Molina, 1782 : cette sous-espèce vit dans les forêts tempérées du sud du Chili (entre 38° et 48° S[4]) et d'Argentine (entre 39° et 46° S[4]) Plus petit et au pelage plus sombre que la seconde sous-espèce[22],[31] ;
- Leopardus guigna tigrillo Schinz, 1844, associé à l'habitat de broussailles du centre du Chili, entre 30° et 38°S. Son pelage est de couleur plus claire[22],[32].

### Phylogénie

#### La lignée de l'ocelot
Arbre phylogénétique du genre Leopardus
|  | Leopardus wiedii - Margay   |
|  |                             |
|  | Leopardus pardalis - Ocelot |
|  |                             |

|  | Leopardus jacobita - Chat des Andes  |
|  |                                      |
|  | Leopardus colocolo - Chat des Pampas |
|  |                                      |

|  | Leopardus tigrinus - Oncille (Chat-tigre) |
|  |                                           |
|  | Leopardus guigna - Guigna (Chat du Chili) |
|  |                                           |
|  | Leopardus geoffroyi - Chat de Geoffroy    |
|  |                                           |

|  | Leopardus jacobita - Chat des Andes  |
|  |                                      |
|  | Leopardus colocolo - Chat des Pampas |
|  |                                      |

|  | Leopardus tigrinus - Oncille (Chat-tigre) |
|  |                                           |
|  | Leopardus guigna - Guigna (Chat du Chili) |
|  |                                           |
|  | Leopardus geoffroyi - Chat de Geoffroy    |
|  |                                           |

|  | Leopardus wiedii - Margay   |
|  |                             |
|  | Leopardus pardalis - Ocelot |
|  |                             |

|  | Leopardus jacobita - Chat des Andes  |
|  |                                      |
|  | Leopardus colocolo - Chat des Pampas |
|  |                                      |

|  | Leopardus tigrinus - Oncille (Chat-tigre) |
|  |                                           |
|  | Leopardus guigna - Guigna (Chat du Chili) |
|  |                                           |
|  | Leopardus geoffroyi - Chat de Geoffroy    |
|  |                                           |

|  | Leopardus jacobita - Chat des Andes  |
|  |                                      |
|  | Leopardus colocolo - Chat des Pampas |
|  |                                      |

|  | Leopardus tigrinus - Oncille (Chat-tigre) |
|  |                                           |
|  | Leopardus guigna - Guigna (Chat du Chili) |
|  |                                           |
|  | Leopardus geoffroyi - Chat de Geoffroy    |
|  |                                           |

La phylogénie moderne s'appuie essentiellement sur les analyses génétiques en raison du nombre peu important de fossiles de félins. Le premier félin est apparu il y a onze millions d'années. Les félins ont divergé en huit lignées distinctes. La lignée des ocelots, correspondant au genre Leopardus est la quatrième  par ordre de divergence. Il y a neuf millions d'années, les félins migrent pour la première fois vers le continent américain en passant par la Béringie,.
Le niveau des océans remonte à nouveau au cours du Miocène, et les précurseurs des lignées de l'ocelot, du lynx et du puma se trouvent isolés des populations du vieux continent. La lignée de l'ocelot commence à diverger il y a huit millions d'années. Elle se distingue notamment par un caryotype différent de celui des autres lignées : il compte 36 chromosomes au lieu de 38. Durant le Pliocène, il y a deux à trois millions d'années, le niveau des océans baisse : l'isthme de Panama émerge et permet aux félins, et notamment à la lignée de l'ocelot, de conquérir l'Amérique du Sud. La diversification en espèces s'opère durant cette période et le dernier ancêtre commun du genre Leopardus est daté d'il y a 2,9 millions d'années.

#### Histoire démographique de l'espèce

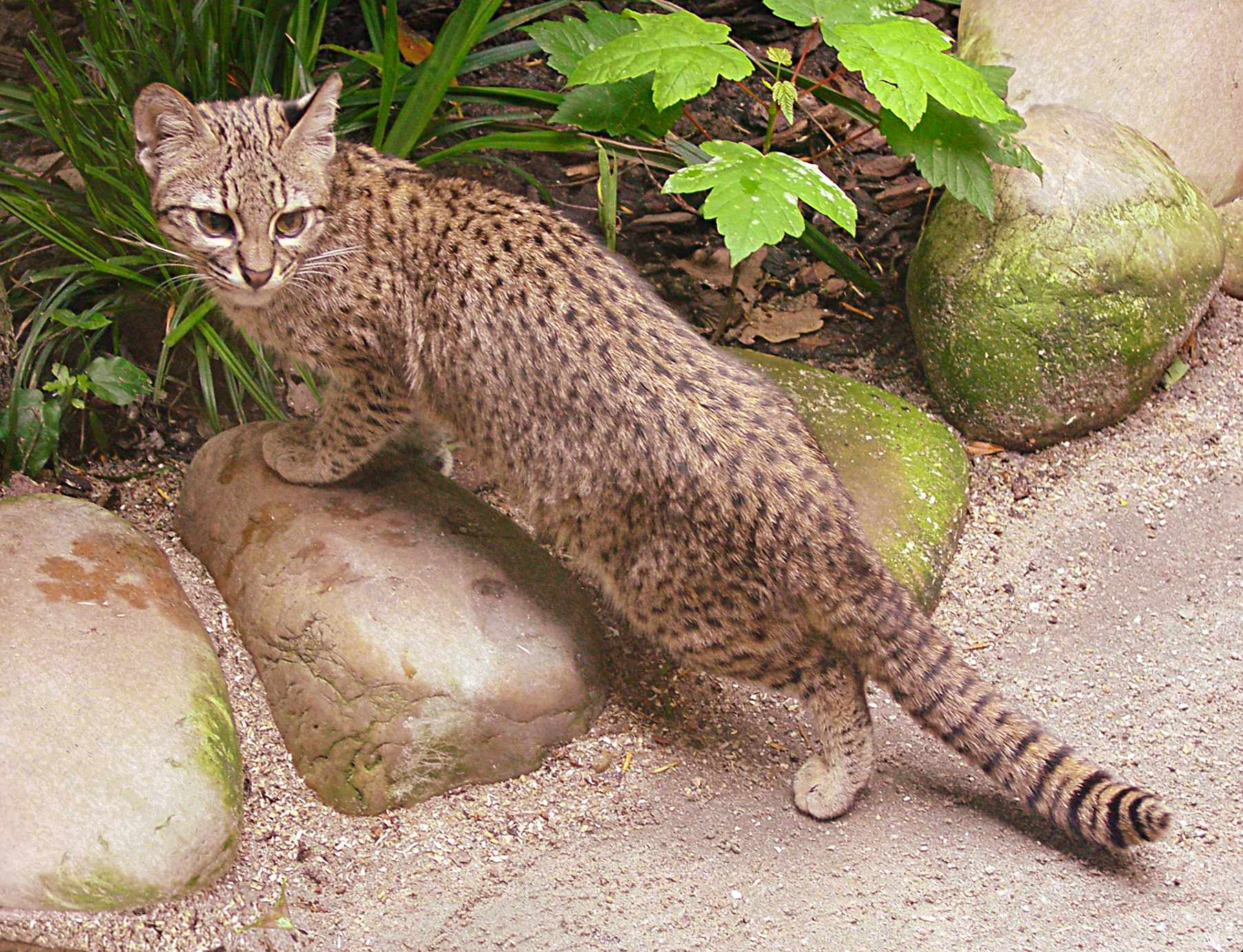
Le Chat de Geoffroy est l'espèce génétiquement la plus proche du Guigna.

Le Chat de Geoffroy (Leopardus geoffroyi) est l'espèce la plus proche du Guigna. Les deux félins auraient divergé il y a un million d'années,. En raison de sa ressemblance avec le Chat de Geoffroy, le Guigna a, par le passé, été considéré comme une sous-espèce.
Une analyse génétique de l'ADN mitochondrial et des microsatellites de 116 individus répartis sur toute l'aire de répartition du Guigna a permis d'apprécier l'histoire démographique et les barrières au flux de gènes de l'espèce. Une diversité génétique modérée entre les populations du nord du Chili et celles du sud conforte la division en deux sous-espèces,.
Les populations de la lagune de San Rafael montrent une croissance démographique récente, à la fin de la dernière période glaciaire, il y a 28 000 à 16 000 ans avant le présent. Les individus de l'île de Chiloé ont divergé le plus récemment, il y a 7 000 ans avant le présent, lorsque l'île a été séparée du continent par la formation du canal de Chacao. La cordillère des Andes n'est qu'une barrière partielle au flux de gènes.

## Dans la culture

### Dénomination
Dans la langue des Araucans, le Guigna est appelé « Kodkod ». L'origine de ce terme est incertaine : non utilisé au Chili et en Argentine, il peut également désigner le Chat des pampas. Dans la plupart de son aire de répartition, le Guigna est appelé « Guiña » ou « Huiña ».

### Recherchesin situ
Le Guigna est l'un des félins les plus méconnus. Les études à son sujet sont rendues difficiles par sa taille et son aire de répartition réduites. Bien que menacé d'extinction, il fait partie des 14 espèces de félins sous-étudiées par la communauté scientifique avec moins de dix publications recensées entre 1986 et 2007,.
La première étude spécifiquement tournée vers le Guigna a été conduite en 1997 sur l'île de Chiloé au Chili. Cette étude de six mois a permis d'obtenir d'importantes données sur l'activité et l'occupation du territoire. Cinq mâles et trois femelles de l'ile de Chiloé ont été capturés et muni de collier émetteur pour des études de télémétrie.

### Attitude des populations locales
Sur l'île de Chiloé, l'attitude des fermiers est négative envers le Guigna, considéré comme un animal-vampire, qui tue ses proies par une morsure dans le cou pour leur sucer le sang. Dans la province de Malleco au Chili, le Guigna est notamment éliminé parce qu'il est considéré comme un tueur de chevreaux, bien que ce soit jugé comme hautement improbable par les biologistes Mel et Fiona Sunquist, considérant la très petite taille de ce félin.
Un sondage réalisé auprès des populations rurales du sud du Chili montre qu'un peu plus de la moitié des personnes interrogées sont capables de reconnaître le Guigna, avec une forte disparité entre les hommes (70,8 %) et les femmes (31,6 %). En comparaison, le puma est reconnu par les mêmes personnes à plus de 90 %. Parmi les erreurs d'identification, le Guigna a été confondu avec le chat domestique ou un jeune puma.
Les personnes sondées souhaitaient toutes que le nombre de Guignas diminue, majoritairement parce que c'est un animal qu'elles n'aiment pas (72,1 %). La prédation dans la basse-cour est évoquée par une personne sur deux, bien qu'il s'agisse parfois d'évènements remontant à plus de dix ans. Deux témoignages de braconnage de moins d'un an ont été récoltés, dont un en représailles d'un prélèvement de douze poules. La chasse de ce félin est réalisée avec un chien qui le poursuit jusqu'à ce qu'il se réfugie dans un arbre, où il est alors facile de l'abattre. La fourrure est conservée comme trophée.

### Philatélie
En philatélie thématique, les félins d'Amérique du Sud sont rarement représentés. Un timbre de Guigna est présent dans une série sur les félins sauvages d'Argentine en 2001. En 2010, la Guinée Bissau sort une série sur les félins d'Amérique du Sud le 28 octobre 2010 où le Guigna est représenté,.